# Kleofášovy trampoty
Kleofášovy trampoty je československý animovaný televizní seriál z roku 1988 vysílaný v rámci Večerníčku. Poprvé byl uveden v květnu roku 1991. Seriál namluvil Josef Dvořák. Bylo natočeno 13 epizod.

## Seznam dílů
1. Kleofáš a semínko
2. Kleofáš a zajíc
3. Kleofáš a kocour
4. Kleofáš a krtek
5. Kleofáš a včely
6. Kleofáš a mráz
7. Kleofáš a housenky
8. Kleofáš a sluníčko
9. Kleofáš a vosy
10. Kleofáš a myši
11. Kleofáš a listí
12. Kleofáš a zloděj
13. Kleofáš a zima